# Соломко, Пётр Михайлович
Пётр Михайлович Соломко (1902—1971) — генерал-майор Советской Армии, участник Великой Отечественной войны.

## Биография

Могила Соломко на Лукьяновском военном кладбище Киева.

Пётр Соломко родился в 1902 году в селе Крутьки (ныне — Чернобаевский район Черкасской области Украины). В 1924 году он был призван на службу в Рабоче-крестьянскую Красную Армию. Начинал службу в должности политрука роты, позднее служил инструктором политотдела дивизии, военным комиссаром танкового батальона, ответственным секретарём партийной комиссии, военным комиссаром танковой бригады, дивизии, инструктором Главного Политического Управления РККА.
С начала Великой Отечественной войны бригадный комиссар (впоследствии полковник) Пётр Соломко служил начальником политуправлений Закавказского и Брянского фронтов. Участвовал во вводе советских войск в Иран. Позднее он занимал должности военного комиссара Автобронетанкового управления Крымского фронта и члена Военного Совета Отдельной Приморской армии. Участвовал в боях за Крым в 1941—1942 годах.
В сентябре 1942 года полковник Пётр Михайлович Соломко был назначен начальником политотдела 18-й армии. Участвовал в битве за Кавказ. Позднее он служил членом Военного Совета 56-й армии. Участвовал в организации разгрома немецких войск на Кубани и Таманском полуострове. 23 ноября 1943 года Петру Михайловичу Соломко было присвоено воинское звание генерал-майора.
Продолжал службу на военно-политических должностях. После увольнения в запас Соломко проживал в Киеве. Умер в 1971 году, похоронен на Лукьяновском военном кладбище Киева.
Был награждён орденом Ленина, тремя орденами Красного Знамени, орденом Кутузова 2-й степени, двумя орденами Отечественной войны 1-й степени, орденом Красной Звезды и рядом медалей.